# Neponset (Illinois)
Pour les articles homonymes, voir Neponset (homonymie).
Neponset est un village du comté de Bureau dans l'Illinois, aux États-Unis,. Il est incorporé le 16 janvier 1883.

## Démographie
Lors du recensement de 2010, le village comptait une population de 473 habitants. Elle est estimée, en 2016, à 448 habitants.